# Maciej Paterski
Maciej Paterski (Krotoszyn, 12 settembre 1986) è un ex ciclista su strada polacco, professionista dal 2010 al 2023.

## Palmarès

### Strada
- 2008 (Dilettanti Under-23, una vittoria)

5ª tappa Giro delle Regioni (Spoleto > Foligno)
- 2014 (CCC Polsat Polkowice, due vittorie)

Classifica generale Tour of Norway
Memoriał Henryka Łasaka
- 2015 (CCC Sprandi Polkowice, quattro vittorie)

1ª tappa Volta Ciclista a Catalunya (Calella > Calella)
2ª tappa Giro di Croazia (Parco nazionale dei laghi di Plitvice > Vojak)
5ª tappa Giro di Croazia (Sveti Martin na Muri > Zagabria)
Classifica generale Giro di Croazia
- 2016 (CCC Sprandi Polkowice, una vittoria)

6ª tappa Bałtyk-Karkonosze Tour (Piechowice > Karpacz)
- 2017 (CCC Sprandi Polkowice, sei vittorie)

1ª tappa Szlakiem Walk Majora Hubala (Skarżysko-Kamienna > Swiety Krzyz)
Classifica generale Szlakiem Walk Majora Hubala
2ª tappa Małopolski Wyścig Górski (Kokotów > Stary Sącz)
3ª tappa Małopolski Wyścig Górski (Chocholowskie Termy > Nowy Targ)
Classifica generale Małopolski Wyścig Górski
Puchar Uzdrowisk Karpackich
- 2018 (Wibatech Merx 7R, sei vittorie)

Visegrad 4 Bicycle Race - GP Slovakia
Visegrad 4 Bicycle Race - GP Polski
1ª tappa Tour of Malopolska (Trzebinia > Alwernia)
Puchar Uzdrowisk Karpackich
Minsk Cup
Internationale Raiffeisen Grand Prix
- 2019 (Wibatech Merx 7R, sette vittorie)

3ª tappa Circuit des Ardennes (Nouvion-sur-Meuse > Aiglemont)
2ª tappa CCC Tour-Grody Piastowskie (Złotoryja > Jawor)
3ª tappa CCC Tour-Grody Piastowskie (Nowa Ruda > Dzierżoniów)
2ª tappa, 2ª semitappa Wyścig Majora Hubala (Morawica > Kazimierza Wielka)
3ª tappa Wyścig Majora Hubala (Radoszyce > Konskie)
Classifica generale Wyścig Majora Hubala
Internationale Raiffeisen Grand Prix
- 2021 (Voster ATS Team, tre vittorie)

Campionati polacchi, Prova in linea
2ª tappa CCC Tour-Grody Piastowskie (Ostroszowice > Dzierżoniów)
Classifica generale CCC Tour-Grody Piastowskie
- 2022 (Voster ATS Team, quattro vittorie)

Grand Prix Adria Mobil
3ª tappa Tour of Szeklerland (Miercurea Ciuc > Sfântu Gheorghe)
1ª tappa In the footsteps of the Romans (Razlog > Razlog)
Classifica generale In the footsteps of the Romans
- 2023 (Voster ATS Team, una vittoria)

Visegrad 4 Bicycle Race-GP Slovakia

#### Altri successi
- 2008 (Dilettanti Under-23)

Classifica a punti Tour de l'Avenir
- 2014 (CCC Polsat Polkowice)

3ª tappa, 1ª semitappa Sibiu Cycling Tour (Sibiu, cronosquadre)
Classifica scalatori Tour de Pologne
- 2015 (CCC Sprandi Polkowice)

Classifica a punti Giro di Croazia
Classifica scalatori Giro di Croazia
Classifica scalatori Tour de Pologne
- 2018 (Wibatech Merx 7R)

Classifica a punti Okolo Jižních Čech
- 2019 (Wibatech Merx 7R)

Classifica a punti CCC Tour-Grody Piastowskie
Classifica a punti Wyścig Majora Hubala
- 2021 (Voster ATS Team)

Classifica scalatori Tour de Hongrie
Classifica a punti CCC Tour-Grody Piastowskie
Classifica scalatori Turul României
- 2023 (Voster ATS Team)

Classifica scalatori Tour of Malopolska

## Piazzamenti

### Grandi Giri
- Giro d'Italia

2015: 79º
2017: 137º
- Tour de France

2011: 68º
- Vuelta a España

2010: 77º
2012: 89º
2013: 54º

### Classiche monumento
- Milano-Sanremo

2015: 22º
- Liegi-Bastogne-Liegi

2011: 79º
2012: 56º
- Giro di Lombardia

2010: 18º
2013: ritirato
2015: 68º
2016: ritirato

### Competizioni mondiali
- Campionati del mondo

Stoccarda 2007 - In linea Under-23: 27º
Varese 2008 - In linea Under-23: 18º
Mendrisio 2009 - In linea Elite: ritirato
Copenaghen 2011 - In linea Elite: 38º
Limburgo 2012 - Cronosquadre: 4º
Toscana 2013 - In linea Elite: 19º
Ponferrada 2014 - In linea Elite: 17º
Richmond 2015 - In linea Elite: 59º
Doha 2016 - Cronosquadre: 13º
Doha 2016 - In linea Elite: ritirato
Bergen 2017 - Cronosquadre: 8º
Bergen 2017 - In linea Elite: ritirato
Innsbruck 2018 - In linea Elite: ritirato
Imola 2020 - In linea Elite: 72º

### Competizioni europee
- Campionati europei

Sofia 2007 - In linea Under-23: ritirato
Verbania 2008 - In linea Under-23: 10°
Plumelec 2016 - In linea Elite: 69º
Herning 2017 - In linea Elite: 28º
Plouay 2020 - In linea Elite: 7º
Trento 2021 - In linea Elite: ritirato
Drenthe 2023 - In linea Elite: ritirato
- Giochi europei

Baku 2015 - In linea: 18°